# Quinnesec
Quinnesec ist eine Siedlung auf gemeindefreiem Gebiet im Dickinson County im US-amerikanischen Bundesstaat Michigan. Zu statistischen Zwecken ist der Ort zu einem Census-designated place (CDP) zusammengefasst worden. Das U.S. Census Bureau hat bei der Volkszählung 2020 eine Einwohnerzahl von 1.083 ermittelt.

## Geografie
Quinnesec liegt im mittleren Westen der Oberen Halbinsel Michigans am linken Ufer des Menominee River, der bis zu seiner Mündung in den Michigansee die Grenze zu Wisconsin bildet. Am gegenüberliegenden Flussufer befindet sich der Ort Niagara in Wisconsin.
Die geografischen Koordinaten von Quinnesec sind 45°48′23″ nördlicher Breite und 87°59′18″ westlicher Länge. Quinnesec erstreckt sich über eine Fläche von 3,1 km² und ist Bestandteil der Breitung Township.
Die neben Niagara weiteren Nachbarorte von Quinnesec sind Norway (8,2 km westsüdwestlich), Kingsford (6,4 km westsüdwestlich) und Iron Mountain (6,8 km westnordwestlich).
Die nächstgelegenen größeren Städte sind Sault Ste. Marie in der kanadischen Provinz Ontario (355 km ostnordöstlich, gegenüber von Sault Ste. Marie, Michigan), Green Bay in Wisconsin am Michigansee (155 km südlich), Wisconsins größte Stadt Milwaukee (342 km in der gleichen Richtung), Wisconsins Hauptstadt Madison (371 km südsüdwestlich), Wausau in Wisconsin (211 km südwestlich), die Twin Cities in Minnesota (482 km westsüdwestlich) und Duluth am Oberen See in Minnesota (383 km westnordwestlich).

## Wirtschaft und Verkehr
Die Verso Corporation betreibt in Quinnesec eine Papierfabrik mit einer jährlichen Produktionskapazität von rund 430.000 Tonnen Papier.
Die U.S. Highways 2 und 141 treffen am nordwestlichen Rand von Quinnesec zusammen. Alle weiteren Straßen sind untergeordnete Landstraßen, teils unbefestigte Fahrwege oder innerörtliche Verbindungsstraßen.
Für den Frachtverkehr ist der Ort an das Eisenbahnnetz der Canadian National Railway angebunden.

Mit dem Ford Airport befindet sich 11,1 km westlich der nächste Regionalflughafen.

## Bevölkerung
Nach der Volkszählung im Jahr 2010 lebten in Quinnesec 1191 Menschen in 473 Haushalten. Die Bevölkerungsdichte betrug 384,2 Einwohner pro Quadratkilometer. In den 473 Haushalten lebten statistisch je 2,52 Personen.
Ethnisch betrachtet setzte sich die Bevölkerung zusammen aus 97,2 Prozent Weißen, 1,0 Prozent Afroamerikanern, 0,5 Prozent amerikanischen Ureinwohnern, 0,3 Prozent Asiaten sowie 0,3 Prozent aus anderen ethnischen Gruppen; 0,7 Prozent stammten von zwei oder mehr Ethnien ab. Unabhängig von der ethnischen Zugehörigkeit waren 0,7 Prozent der Bevölkerung spanischer oder lateinamerikanischer Abstammung.
21,5 Prozent der Bevölkerung waren unter 18 Jahre alt, 63,4 Prozent waren zwischen 18 und 64 und 15,1 Prozent waren 65 Jahre oder älter. 49,6 Prozent der Bevölkerung waren weiblich.
Das mittlere jährliche Einkommen eines Haushalts lag bei 51.632 USD. Das Pro-Kopf-Einkommen betrug 20.022 USD. 2,1 Prozent der Einwohner lebten unterhalb der Armutsgrenze.